# Amy Lowell

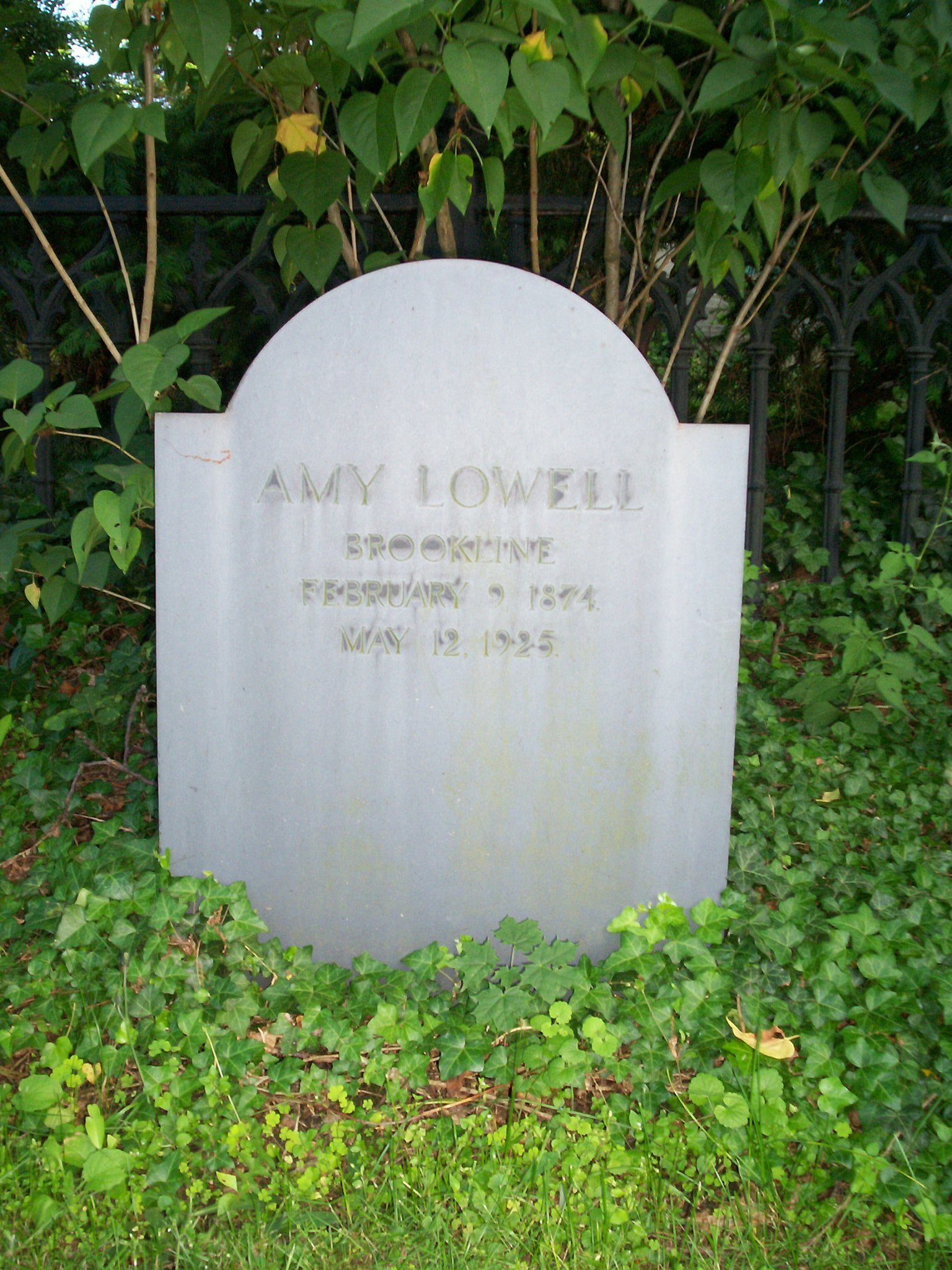
Túmulo no cemitério Mount Auburn em Cambridge.

Amy Lowell (Brookline, Massachusetts, 9 de fevereiro de 1874 — 12 de maio de 1925) foi uma poetisa dos Estados Unidos condecorada postumamente com o Prémio Pulitzer de Poesia em 1926.
Lowell, irmã do astrónomo Percival Lowell e do presidente da Universidade Harvard Abbott Lawrence Lowell, foi participante do Movimento Imagista de Ezra Pound e comumente considerada epígono deste, por pensar somente na imagem de forma estacionária, tendo, porém, tido seus poemas publicados na primeira antologia imagista e assumido uma certa liderança na difusão internacional deste movimento após 1915, quando foi viver em Londres.
Em função de sua atuação difusora no exterior, foi homenageada com a criação do prêmio anual de poesia Amy Lowell Poetry Travelling Scholarship, que tem a finalidade de divulgar a poesia dos Estados Unidos em outros países.

## Obra (seleção)

### Livros
- A Dome of Many-Coloured Glass. [S.l.]: Houghton Mifflin company. 1912
- Sword Blades and Poppy Seed. [S.l.]: The Macmillan Company. 1914
- Men, Women and Ghosts. [S.l.]: The Macmillan company. 1916
- Can Grande's Castle. [S.l.]: The Macmillan Company. 1919
- Pictures of the Floating World. [S.l.]: The Macmillan company. 1919
- Legends. [S.l.]: Houghton Mifflin company. 1921
- Fir-Flower Tablets. [S.l.]: Houghton Mifflin Company. 1921
- A Critical Fable. [S.l.]: READ BOOKS. 26 de outubro de 2007. ISBN 9781408601471
- What's O'Clock. [S.l.]: Houghton Mifflin Company. 1925 (Prémio Pulitzer de Poesia[1])
- East Wind. [S.l.]: Houghton Mifflin company. 1926
- Ballads for Sale. [S.l.]: Houghton Mifflin company. 1927
- The Complete Poetical Works of Amy Lowell. [S.l.]: Houghton. 1925

### Antologia
- Some imagist poets. 3. [S.l.]: Houghton Mifflin Company. 1917